# Luis Alberto Lacalle Pou
Luis Alberto Aparicio Alejandro Lacalle Pou (Montevideo, 11 augustus 1973) is een Uruguayaans politicus namens de Nationale Partij. Van 1 maart 2020 tot 28 februari 2025 was hij de president van Uruguay.

## Biografie
Luis Alberto Lacalle Pou werd geboren in Montevideo en komt uit een politieke familie. Zijn vader, Luis Alberto Lacalle, was tussen 1990 en 1995 president van Uruguay, terwijl zijn moeder, Julia Pou, later actief was als senator. Zijn overgrootvader, Luis Alberto de Herrera, diende bovendien als premier van Uruguay (1925–1927). Allemaal waren zij actief namens de conservatieve Nationale Partij.
Lacalle Pou studeerde aan de British Schools of Montevideo en voltooide in 1998 een rechtenstudie aan de Katholieke Universiteit van Uruguay. Hij trouwde in 2000 en kreeg drie kinderen.

### Politieke loopbaan
In 1999 werd Lacalle Pou voor het eerst verkozen in de Kamer van Afgevaardigden, het lagerhuis van het Uruguayaanse parlement. Hij zetelde er namens de Nationale Partij en vertegenwoordigde er het departement Canelones. Bij de verkiezingen van 2004 en 2009 werd hij in zijn ambt herkozen en vanaf maart 2011 was hij gedurende een jaar Kamervoorzitter.
Bij de presidentsverkiezingen van 2014 werd Lacalle Pou namens zijn partij naar voren geschoven als presidentskandidaat. Hij moest het opnemen tegen de linkse oud-president Tabaré Vázquez van het Breed Front, die hem zowel in de eerste als de tweede ronde gemakkelijk versloeg: Lacalle Pou veroverde 41,1% van de stemmen, Vázquez ruim 53%. In februari 2015 stapte Lacalle Pou na vijftien jaar over van de Kamer van Afgevaardigden naar de nationale Senaat, waar hij diende tot augustus 2019.
Een nieuwe poging om president te worden diende zich aan in het najaar van 2019, toen in Uruguay opnieuw presidentsverkiezingen werden gehouden. Lacalle Pou stelde zich nogmaals verkiesbaar en kreeg ditmaal concurrentie van Breed Front-kandidaat Daniel Martínez. In de eerste ronde, die plaatsvond op 27 oktober, wist Martínez een ruime marge te veroveren (39% tegen 28%), maar in de tweede ronde op 24 november verwierf Lacalle Pou nipt genoeg steun (48,8%) om Martínez (47,3%) alsnog te verslaan. Het verschil tussen beide kandidaten bedroeg uiteindelijk slechts 37.000 stemmen, in het voordeel van Lacalle Pou.
Lacalle Pou werd op 1 maart 2020 beëdigd als president. Hiermee keerde het presidentschap voor het eerst sinds zijn vader (1990–1995) weer terug naar de Nationale Partij. Beatriz Argimón werd aangesteld als vicepresident.
Meteen tijdens de eerste weken van zijn presidentschap kreeg Lacalle Pou te maken met grote uitdagingen rond de oprukkende coronapandemie. Hij kondigde ook de terugtrekking van Uruguay aan uit de Unie van Zuid-Amerikaanse Naties.
Aparicio Méndez (1976-1981) · Gregorio Álvarez (1981-1985) · Rafael Addiego Bruno (1985) · Julio María Sanguinetti (1985-1990) · Luis Alberto Lacalle (1990-1995) · Julio María Sanguinetti (1995-2000) · Jorge Batlle Ibáñez (2000-2005) · Tabaré Vázquez (2005-2010) · José Mujica (2010-2015) · Tabaré Vázquez (2015-2020) · Luis Alberto Lacalle Pou (2020-2025) · Yamandú Orsi (2025-heden)